# Olie Brice

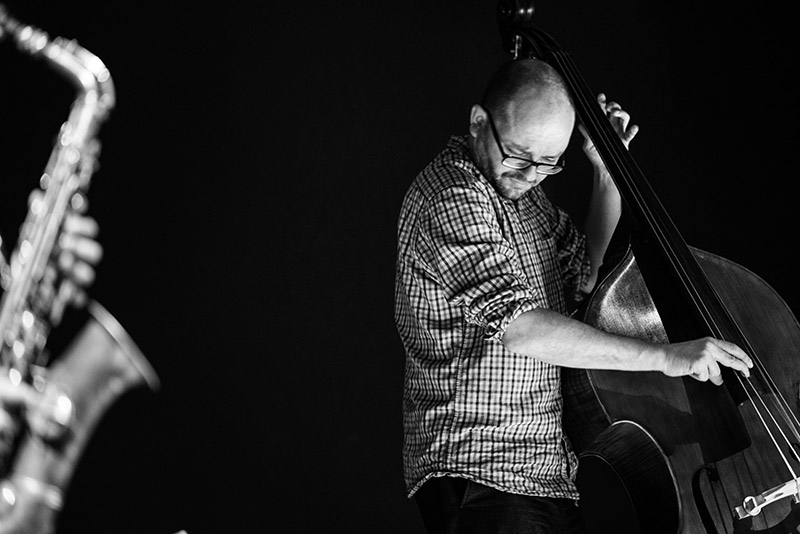
Olie Brice (Aarhus, Dänemark 2018)

Olie Brice (* 8. Juni 1981 in London) ist ein britischer Jazz- und Improvisationsmusiker (Kontrabass, Komposition).

## Leben und Wirken
Brice, der in London und Jerusalem aufwuchs, ist als Musiker Autodidakt. Er studierte Geschichtswissenschaft und Soziologie an der Manchester University. Er arbeitete ab den späten 2000er-Jahren in der britischen Jazz- und Improvisationsszene u. a. mit Ingrid Laubrock (Catatumbo, Babel 2010), Mikolaj Trzaska (Riverloam Trio, 2011), Neil Metcalfe ( Brackish, 2011), Paul Dunmall (Underground, Underground, Slam, 2015), Evan Parker, Tony Malaby, Steve Swell und Ken Vandermark; außerdem gehörte er den Bands von Dee Byrne, Alex Ward, Mike Fletcher (Nick of Time), Nick Malcolm und Loz Speyer an. Mit seinem Olie Brice Quintet, mit dem er Eigenkompositionen interpretiert, legte er bislang zwei Alben vor, Immune to Clockwork (2014) und Day After Day (2017, mit George Crowley, Mike Fletcher, Alex Bonney, Jeff Williams). Mit Tobias Delius und Mark Sanders bildet er das Improvisationstrio Somersaults Trio. 2014 nahm er mit Achim Kaufmann das Duoalbum Of Tides auf, mit John Edwards das Livealbum At Iklectik.
Zu den Einflüssen seiner Kompositionen zählt Brice alten Blues, Ornette Coleman, Albert Ayler, Wadada Leo Smith und die liturgischen Gesänge, die er als Kind in der Synagoge sang.

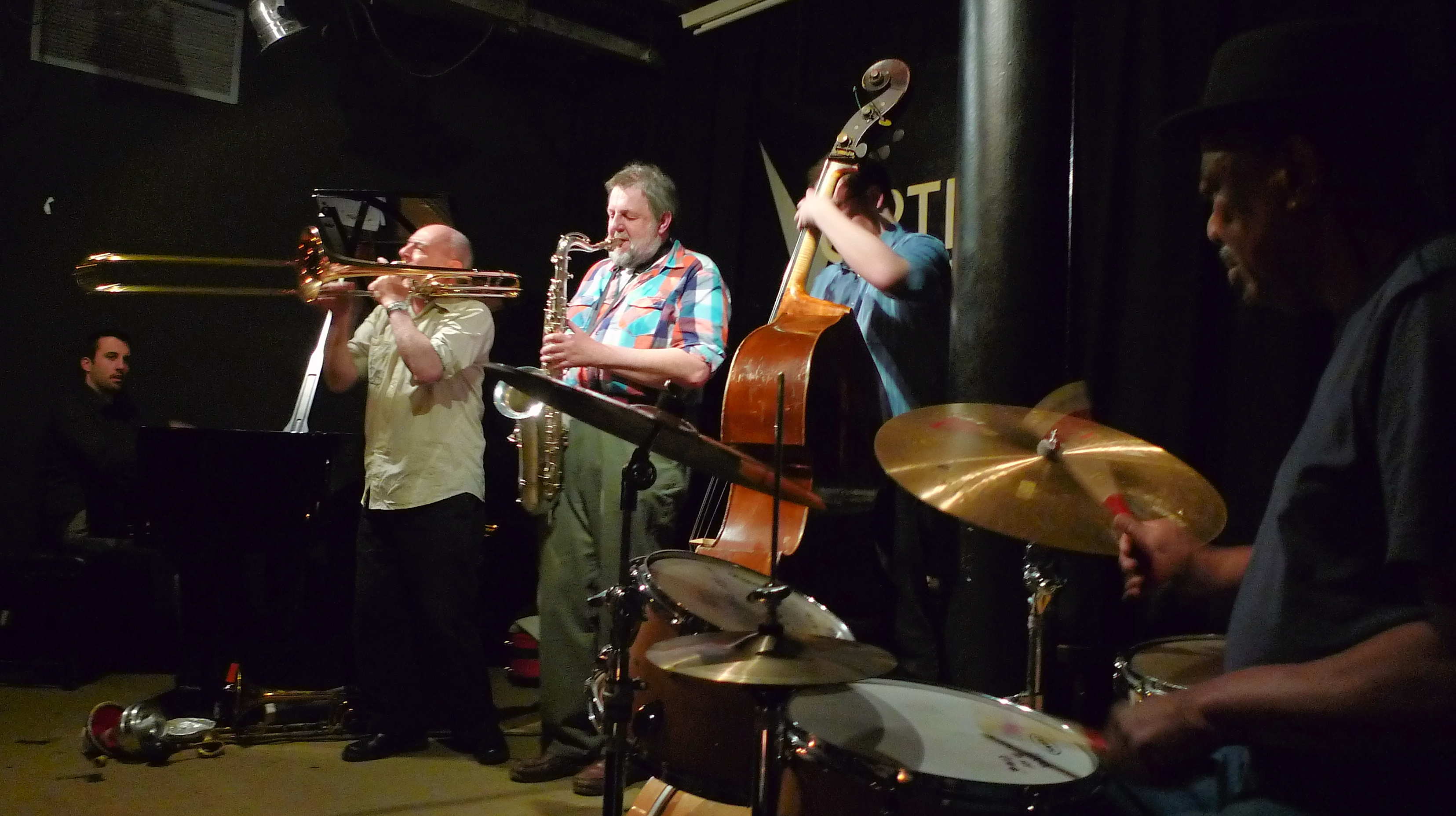
Olie Brice (2. von rechts) bei einem Auftritt mit dem Quintett von Louis Moholo (mit (v.l.) Alexander Hawkins, Alan Tomlinson und Paul Dunmall).

## Diskographische Hinweise
- Achim Kaufmann & Olie Brice: Of Tides (2017)
- Somersaults: Numerology of Birdsong (2019), mit Tobias Delius, Mark Sanders
- John Russell, Ray Russell, Henry Kaiser & Olie Brice: The Dukes of Bedford (Balance Point Acoustics, 2020)
- Olie Brice, Binker Golding, Henry Kaiser, N. O. Moore, Eddie Prévost: The Secret Handshake with Danger (Vol. One) (2021)
- Olie Brice Trio/Octet: Fire Hills (2022)
- Paul Dunmall / Olie Brice: The Laughing Stone (2023)
- Paul Dunmall, Percy Pursglove, Olie Brice, Jeff Williams: Palindromes (West Hill, 2023)
- Johnny Hunter / Mark Hanslip / Olie Brice: Divisions (2023)
- Olie Brice, Rachel Musson & Mark Sanders: Immense Blue (2024)
- Olie Brice Quartet: All It Was (2025)